# Sapih
Sapih is een bestuurslaag in het regentschap Probolinggo van de provincie Oost-Java, Indonesië. Sapih telt 2508 inwoners (volkstelling 2010).